# Moschea di Zal Mahmud Pascià
La moschea di Zal Mahmud Pascià è una moschea ottomana situata a Istanbul, in Turchia.